# Rey Bouba
El Lamidat de Rey Bouba és un dels més antics i poderosos estats musulmans del Camerun que encara avui dia gaudeix d'un poder excepcional controlant tota la regió de Mayo-Rey com un monarca absolut amb dret de vida i mort sobre els seus súbdits, disposant de criats i esclaus i als peus del qual es postren ministres i altres figures del govern de l'estat.
La capital és a Rey-Bouba i el lamidat ocupa tot el departament de Mayo-Rey amb una població d'entre 130.000 i 180.000 habitants. El lamido, que es fa dir "baba" però el seu títol formal des de 1864 es Buba-Njidda, és un cap de primera classe; dirigeix una guàrdia del palau que s'estima en uns mil homes molts dels quals armats amb armes de foc i altres amb les seves armes tradicionals (matxets, fletxes, llances...).
Segons el decret de 15 de juliol de 1977 cada estat tradicional de primera classe ha d'incloure almenys dos caps de segona classe, però el lamido ha resistit fins ara al nomenament de caps de segons classe (i el govern ho ha tolerat), encara que té el país dividit en quatre seccions, al front de cadascuna de les quals té un fill o familiar proper com a caps de tercera classe. A Mayo-Rey és el lamido i no el prefecte qui determina el nomenament dels caps de tercera classe (en defecte del prefecte hauria de ser el Ministre d'Administració Territorial sempre en consulta amb els ancians locals). Qualsevol protesta pels nomenaments és violentament reprimida i l'oposició assetjada i perseguida, incloent el grup no governamental registrat oficialment "Comité pour le développement de la région de Mayo-Sala et Mayo-Zoro (CODERSAZO)".
El 1984 el govern va intentar nomenar caps tradicionals de segona classe a Gamba, Tcholliré i Touboro, però el lamido es va oposar que qualsevol persona fora dels seus fills ocupés posicions dirigents; el lamido i la seva família són peuls (fulbes o fulanis) i realment el seu nomenament va en contra de la tradició local especialment en grups com els mbums de Toubouro que no accepten caps d'altres ètnies. El cessament el 1991 del cap de tercera classe Aliou Gandeï, un tradicional líder mbum, va comportar protestes que foren reprimides amb violència per la guàrdia del lamido; aquests abusos són tolerats perquè el lamido dona màxim suport al partit al poder del president Paul Biya i, per tant, les autoritats de la república el protegeixen, ja que assegura el control de la zona pel partit.
A Rey-Bouba (4.000 habitants però deu vegades més al departament) un pediatre espanyol dona assistència cada estiu (durant les seves vacances) a la població però molta gent prefereix no acudir al metge i considera que si un fill és mort ja serà substituït per un altre el següent any.

## Història
El lamidat es va fundar durant la gihad fulani a l'inici del segle xix, seguint a Usman Dan Fodio que va establir el califat de Sokoto del que van dependre nombrosos estats musulmans creats aleshores. El 1901 els alemanys hi van imposar el protectorat i per un temps van tenir vacant la posició de lamido; després de la derrota alemanya, a partir del 1915 el territori va quedar en poder de les tropes franco-britàniques i el 1919 va quedar en la zona assignada a França en el repartiment entre ambdues potències. Formà part del mandat del Camerun (1921-1946) i del fideïcomís del Camerun (1946-1957) i després de la república autònoma (1957-1959) i de la república independent (1960-1961) després federal (1961-1972) i unida (1972 en endavant). Des de 1958 els lamidos successius va donar suport a Ahmadou Ahidjo i després de 1982 al seu successor Paul Biya. La UNC (Unió Nacional del Camerun/Union Nationale Camerounaise) fou l'únic partit legal entre 1966 i 1985 i va tenir el suport de dos lamidos; el 1985 el partit es va transformar en el Reagrupament Democràtic del Poble Camerunès/Rassemblement Démocratique du Peuple Camerounais, partit únic fins al 1990 quan es va restablir el multipartidisme, i el lamido va seguir donant suport a aquest partit fins al punt d'impedir l'activitat dels altres partits legals després de 1990, assegurant la regió pel govern tant quant a vots com quant a control efectiu de la població i la vida.

## Lamidos
- 1804 - 1840 Yerima Bouba Ndjida
- 1840 - 1845 Bouba Yerima Sayhou
- 1845 - 1850 Yermia Bouba Ndjida (segona vegada)
- 1850 - 1899 Bouba Djiroum
- 1899 - 1901 Mallam Soule
- 1906 - 1945 Bouba Djamma
- 1945 - 1973 Bouba Ahmadou (o Hamadou)
- 1973 - 2004 Abdoulaye Ahmadou
- 2004 - 2006 Moustapha Abdoulaye
- 2006 - Aboubakar Abdoulaye

## Raferència
- NORTHERN CAMEROON ATTACKS ON FREEDOM OF EXPRESSION BY GOVERNMENTAL AND TRADITIONAL AUTHORITIES